# Narcisse Greno
Pour les articles homonymes, voir Greno.
Joseph Narcisse Greno, né le 27 décembre 1810 à Neuve-Maison (Aisne) et mort le 21 octobre 1892 à Reims, est un homme d'affaires français.

## Biographie
Originaire de Neuve-Maison où il est né le 27 décembre 1810, mais ayant passé son enfance à Landouzy-la-Ville, Narcisse Greno prend la direction en 1836 de la maison champenoise Dubois-Gossart. En 1856, il s'associe avec Alexandre Louis Pommery pour constituer la célèbre entreprise de champagne rémoise « Pommery & Greno ». Greno devient le courtier et le représentant de ces champagnes. Se retirant des affaires en 1860, il se consacre alors à de nombreuses œuvres de bienfaisance et à la constitution de l'une des plus importantes collections privées d'objets d'art de l'époque. En organisant les obsèques d'un officier prussien au temple de La Cense des Nobles, hameau de Landouzy-la-Ville, il réussit en 1871 à éviter la destruction programmée des églises de Jeantes, Plomion et Landouzy-la-Ville. Par son testament rédigé  le 6 juin 1890, il lègue à la commune le site du château des Coucy-Vervins, transformé en cimetière, une bourse d'apprentissage pour les jeunes et le produit financier de la vente du bois de la Huguenoterie.

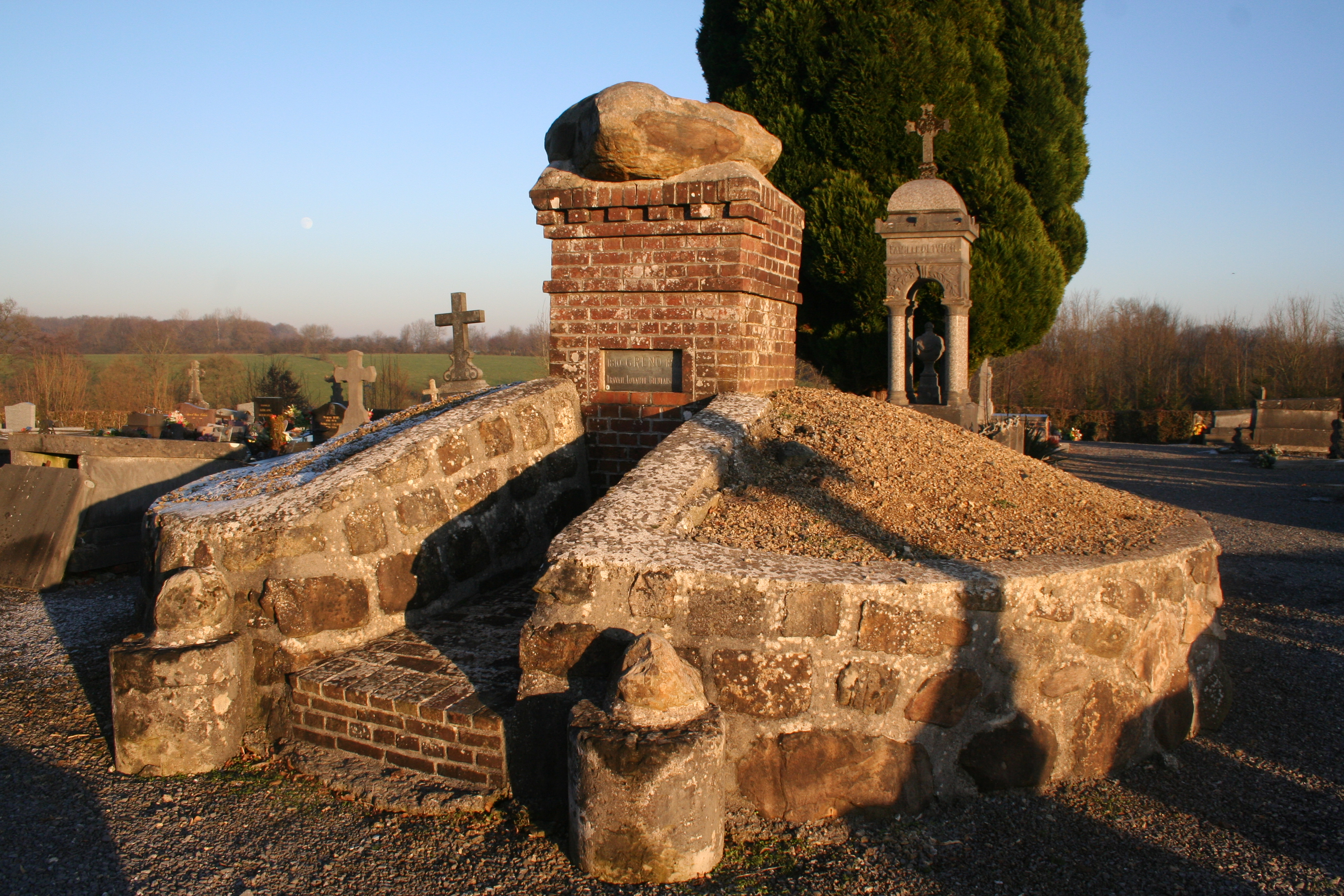
Tombe de Narcisse Greno, Landouzy-la-Ville.

Résidant à Reims, il se fait bâtir à Landouzy-la-Ville, au cours du troisième quart du XIXe siècle, une maison entourée d'un vaste parc, sur le site d'un ancien ermitage. Pour en perpétuer le souvenir, Greno décora l'écurie d'une fenêtre de style néo-gothique. Ce bâtiment jouxtait la maison de ses cousines Aglaé et Élise Olivier qui a été détruite au début des années 1990, la grange seule subsistant. Ses convictions de libre-penseur et de franc-maçon, que l'on retrouve dans son monument funéraire dans le cimetière de Landouzy-la-Ville -une pierre brute triangulaire posée au sommet d'un tumulus et une devise "Travail Loyauté Bienfaisance"...- , s'illustre ici par les fers d'ancrage en forme de triangle maçonnique. La maison a perdu ses décors intérieurs à l'exception de certains de ses volets intérieurs en bois. Le toit était autrefois surmonté d'un belvédère qui servit de lieu d'observation aux Allemands lors de la Première Guerre mondiale, il a été démonté au lendemain de la Seconde Guerre mondiale et partiellement entreposé en pièces détachées.
Il est aussi à l'origine de la rénovation en 1888 du portail ouest de l'église Notre-Dame de Landouzy-la-Ville (c'est à cette occasion que fut utilisé pour la première fois le ciment armé...)  restauré enfin en 2006 selon les mêmes principes par les soins d'un artiste-artisan axonais, maître Jean Sanchez, tailleur de pierre à Gizy (Aisne). 
Narcisse Greno se retire définitivement à l'âge de soixante ans à Landouzy-la-Ville ; sa maison, comme son tombeau au centre du cimetière, est ornée de signes maçonniques, ce qui ne l'empêche nullement de répondre aux invitations à la table de l'évêque. C'est au cours d'un voyage en visite dans les caves de Champagne « Pommery & Greno » dont il avait contribué à assurer la renommée qu'il décède à 81 ans le 21 octobre 1892, soit un an et demi après la mort de madame Pommery.